# Brock Sheahan
Brock Sheahan (* 6. Mai 1984 in Lethbridge, Alberta) ist ein ehemaliger kanadischer Eishockeyspieler und derzeitiger -trainer, der im Verlauf seiner aktiven Karriere zwischen 2004 und 2013 unter anderem 327 Spiele in der ECHL auf der Position des Verteidigers bestritten hat. Mit den Cincinnati Cyclones gewann er dort im Jahr 2010 den Kelly Cup. Seit der Saison 2022/23 ist Sheahan als Cheftrainer bei den Chicago Wolves in der American Hockey League (AHL) tätig.

## Karriere
Sheahan begann seine Karriere bei den Crowsnest Pass Timberwolves in der Alberta Junior Hockey League und erzielte in 48 Spielen 28 Punkte. Nach nur einem Jahr in Crowsnest Pass wechselte er an die University of Notre Dame und dessen Eishockeyteam in die National Collegiate Athletic Association. Im Trikot der University of Notre Dame stand er vier Jahre auf dem Eis, ehe er zur Saison 2008/09 in die ECHL zu den Wheeling Nailers wechselte.
Doch nach nur einer Saison, in welcher er in 79 Spielen 17 Punkte erzielte, wechselte er zu dem Ligarivalen Cincinnati Cyclones, mit welchen er in der Saison 2009/10 den Kelly Cup gewann. In derselben Saison kam er im Farmteam der Minnesota Wild, der Houston Aeros in der American Hockey League zu einem Einsatz. Daraufhin erfolgte ein Wechsel zu den Cincinnati Cyclones. Er blieb dort zwei Jahre und wurde in seiner zweiten Spielzeit auch zum Assistenzkapitän ernannt, ehe im August 2011 sein Wechsel zum SC Riessersee in die 2. Eishockey-Bundesliga bekannt wurde. Die darauffolgende Saison bestritt Sheahan für die Ontario Reign in der ECHL und beendete im Anschluss seine aktive Karriere.
Nach seinem Karriereende kehrte Sheahan an seine Alma Mater, die University of Notre Dame, zurück und arbeitete dort eine Spielzeit lang als Assistenztrainer. Zur folgenden Saison wechselte er innerhalb der NCAA an das College of the Holy Cross. Dort war er ebenfalls zunächst zwei Jahre in der Funktion eines Assistenztrainers tätig, wurde jedoch zur Saison 2016/17 zum Cheftrainer befördert. Im Sommer 2018 verließ er das College und schloss sich den Chicago Steel aus der Juniorenliga United States Hockey League (USHL) an. Auch dort war er zwei Jahre als Assistenz- und dann zwei Jahre als Cheftrainer tätig. Zur Saison 2022/23 wurde Sheahan als Cheftrainer bei den Chicago Wolves aus der American Hockey League (AHL) vorgestellt.

## Erfolge und Auszeichnungen
- 2007 Mason-Cup-Gewinn mit der University of Notre Dame
- 2010 Kelly-Cup-Gewinn mit den Cincinnati Cyclones

## Karrierestatistik
(Legende zur Spielerstatistik: Sp oder GP = absolvierte Spiele; T oder G = erzielte Tore; V oder A = erzielte Assists; Pkt oder Pts = erzielte Scorerpunkte; SM oder PIM = erhaltene Strafminuten; +/− = Plus/Minus-Bilanz; PP = erzielte Überzahltore; SH = erzielte Unterzahltore; GW = erzielte Siegtore; 1 Play-downs/Relegation; Kursiv: Statistik nicht vollständig)